# All of the Lights
«All of the Lights» —en español: «Todas las luces»— es un sencillo del rapero estadounidense Kanye West, lanzado el 18 de enero de 2011, como el cuarto sencillo de su quinto álbum de estudio My Beautiful Dark Twisted Fantasy (2010). Fue producido por West y cuenta con voces adicionales de varios artistas, entre ellos John Legend, The Dream, Elly Jackson, Alicia Keys, Fergie, Kid Cudi, Elton John, y principalmente Rihanna.
El sencillo alcanzó el número 18 en el Billboard Hot 100 y el número 2 en el Hot R&B/Hip-Hop Songs de los Estados Unidos, mientras que se convirtió en un top 30 en Australia y Nueva Zelanda. "All of the Lights" fue bien recibido por los críticos de música que cumplimentaron su detallada producción y su estilo de tema dramático. La canción ganó el Premio Grammy de 2012 en las categorías de mejor colaboración de rap y a la mejor canción de rap.
Por su parte, «All of the Lights» vendió para mayo de 2011 más de un millón de descargas digitales en Estados Unidos. Rihanna la interpretó en vivo como parte del espectáculo de medio tiempo del Super Bowl LVII.

## Antecedentes
La música de "All of the Lights" fue escrita por West, el productor Jeff Bhasker, el rapero Malik Yusef, y el rapero Really Doe. Fue producido por West con la coproducción por Bhasker. Para la grabación de la canción, West alistó 14 vocalistas invitados: Alicia Keys, John Legend, The-Dream, Drake, Fergie, Kid Cudi, Elton John, Ryan Leslie, Charlie Wilson, Tony Williams, Elly Jackson, Alvin Fields, Ken Lewis, y Rihanna, que canta el coro de la canción. En una entrevista para MTV, Jackson explicó la superposición de las voces de la canción, que dice "Él me llevó a la capa de todas estas voces con otras personas, y él sólo, básicamente, quería utilizar sus cantantes favoritos de todo el mundo para crear esta textura vocal realmente única en su historial, pero no es el tipo de cosas de donde se puede escoger.

## Lanzamiento
West anunció a través de su cuenta de Twitter que "All of the Lights" será el cuarto sencillo del álbum. Tras el lanzamiento del álbum, la canción debutó en el número noventa y dos en el Billboard Hot 100. "All of the Lights" fue lanzada como sencillo el 18 de enero de 2011 en los Estados Unidos y el 21 de febrero de 2011 en el Reino Unido. Rihanna fue acreditada como una artista destacada del sencillo en su comunicado a la radio. En el Reino Unido se la incluyó en la B-Playlist, de la BBC Radio 1.

## Recepción
Andy Kellman de Allmusic declaró: "A la vez, la canción cuenta con uno de los golpes más resistentes del año, mientras que el suministro de suficientes detalles opulentos". Alex Denney de NME comentó que en otras manos sería un círculo de una lista por reflejo de proporciones horribles, pero a través de la visión de barras de fondos de Kanye se convierte en una cosa verdaderamente maravillosa". Zach Baron de The Village Voice dijo que se encuentran en la canción letras correspondientes a los "años de sufrimiento económico", escribiendo que West interrumpió su propia anomia adinerada para escribir "All of the Lights", una incongruente estrella de peluche en la canción que se acerca a una libertad condicional desorientado y tratando de vencer una orden de restricción y ver a su hija, la elaboración de una breve reunión con su madre separada: "visita pública, nos reunimos en Borders". Kitty Empire, de The Guardian, citó que es la canción más hermosa del disco y respalda los niveles de ópera de sonido con gran drama.

## Video musical
El video musical de "All of the Lights" fue grabado en enero de 2011 y dirigido por Hype Williams. Cuenta con una luz estroboscópica con imágenes de Rihanna y West, Kid Cudi en un traje de cuero rojo, y las referencias visuales a la película Enter the Void (2009), de Gaspar Noé. El video se estrenó a través del canal Vevo el 19 de febrero de 2011. Además el vídeo cuenta con una advertencia para personas que sufran problemas de epilepsia debido a la gran cantidad de colores y la manera del movimiento de estas. Después de los informes de que las imágenes del vídeo causaban convulsiones con los espectadores de epilepsia y una respuesta pública de la organización británica Epilepsy Action, un video alternativo fue puesto en libertad, que incluye una advertencia discrecional que el video potencialmente puede causar convulsiones en personas con epilepsia fotosensible, y quitaron su prólogo a la apertura y créditos de neón.

## Remix
Una versión anterior del remix de la canción se filtró en el año 2010, con un verso de Drake. El 14 de marzo de 2011, una versión inconclusa de la remezcla se filtró a la Internet, con versos de evaluación de Big Sean, Lil Wayne, y Drake. En esa versión no estaba incluida la participación del propio Kanye West.

## Listas y certificaciones
| País           | Listas                      | Mejor Posición |
| -------------- | --------------------------- | -------------- |
| Alemania       | German Black Charts         | 17             |
| Australia      | Australian Singles Chart    | 24             |
| Australia      | Australian Urban Chart      | 8              |
| Austria        | Ö3 Austria Top 75           | 68             |
| Bélgica        | Ultratop 40 (Flandes)       | 27             |
| Bélgica        | Ultratop 40 (Valonia)       | 3              |
| Brasil         | Billboard Brazil            | 3              |
| Canadá         | Canadian Hot 100            | 53             |
| Escocia        | The Official Charts Company | 14             |
| Estados Unidos | Billboard Hot 100           | 18             |
| Estados Unidos | Billboard R&B/Hip-Hop Songs | 2              |
| Estados Unidos | Billboard Pop Songs         | 38             |
| Estados Unidos | Billboard Rap Songs         | 2              |
| Francia        | French Singles Chart        | 52             |
| Irlanda        | Irish Singles Chart         | 13             |
| Nueva Zelanda  | New Zealand Singles Chart   | 13             |
| Reino Unido    | UK Singles Chart            | 15             |
| Reino Unido    | UK R&B Chart                | 5              |
| Suiza          | Swiss Singles Chart         | 46             |

| País           | Certificación | Ventas certificadas | Ref.   |
| -------------- | ------------- | ------------------- | ------ |
| Australia      | 2× Platino    | 140 000             | [ 35 ] |
| Estados Unidos | 5× Platino    | 5 000 000           | [ 36 ] |
| Nueva Zelanda  | Oro           | 7500                | [ 37 ] |
| Reino Unido    | Platino       | 600 000             | [ 38 ] |